# 2015年美軍戰機降落臺南事件
2015年美軍戰機降落臺南事件是指2015年4月1日下午，2架隸屬於美國海軍陸戰隊航空部隊的F/A-18黃蜂式戰鬥攻擊機因為其中1架發生機械性故障，而預防性降落至中華民國位在的台灣中華民國空軍臺南基地。中華人民共和國外交部則在隔天回應，就迫降未通知中方為由表示抗議和憤怒，並對美國聯邦政府展開交涉，中華民國內部也對美國之於臺灣主權的行為表達不同程度的疑慮與歡欣。4月2日，美方派遣運載維修組員和零件的C-130運輸機抵達臺南基地，3架飛機後於4月3日下午飛離當地。這次F/A-18大黃蜂式戰鬥攻擊機降落事件也是美國與中華民國斷交30多年來，首次有美軍戰鬥機飛抵臺灣進行維修，也因此引發各方提出許多深層次政治意涵的解讀。不過美國政府已表示此事件純屬意外，才令飛行員選擇台灣南部附近的機場降落。

## 經過

### 飛機迫降

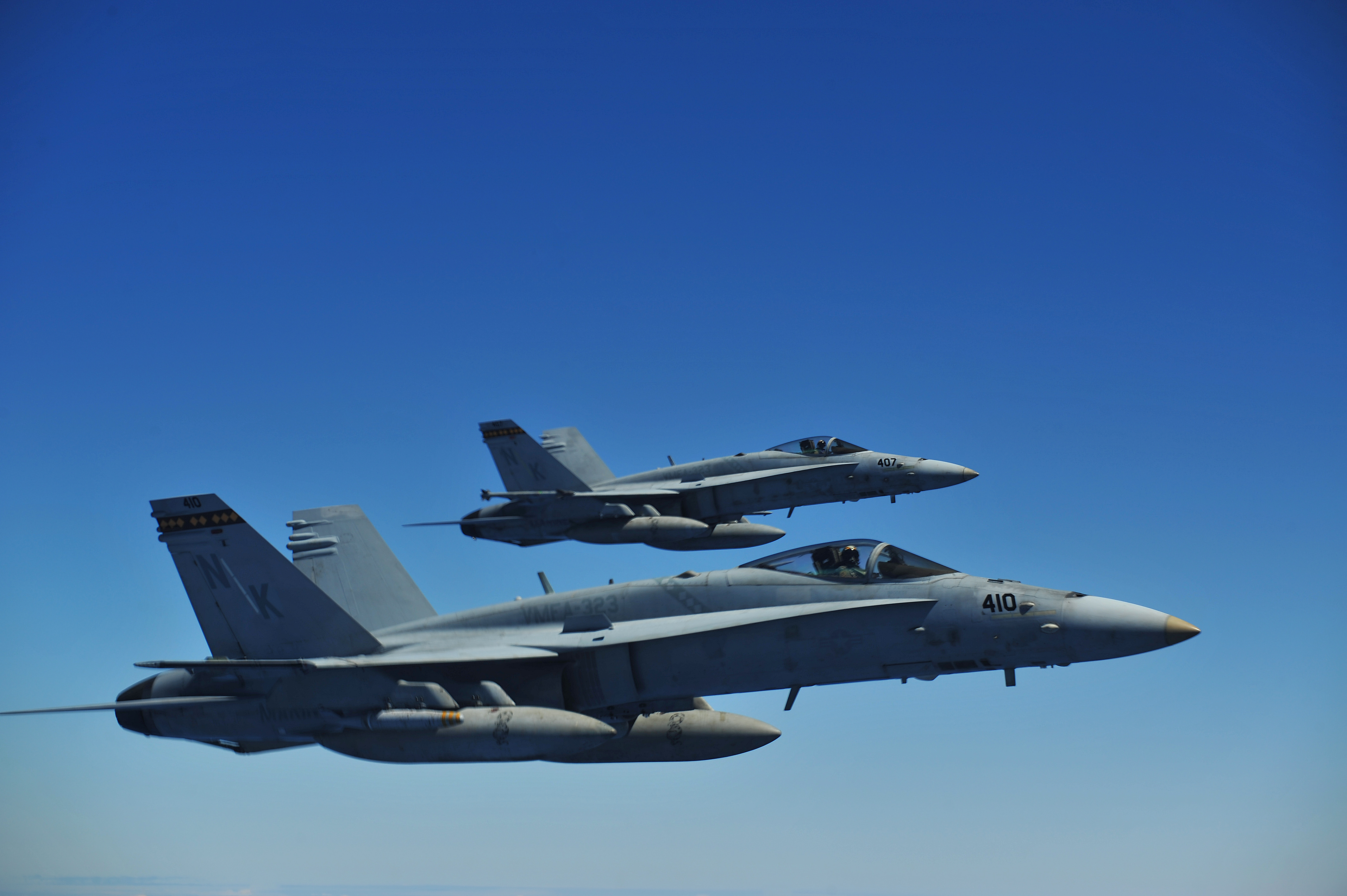
參與這次任務編組的另一架F/A-18大黃蜂式戰鬥攻擊機（編號「410」，照片中前者）後來也降落至臺南機場。

涉及此事的2架F/A-18黃蜂式戰鬥攻擊機編制於美國海軍陸戰隊第三二三戰鬥機攻擊中隊，原本部署在美國加利福尼亞州米拉瑪海軍陸戰隊航空基地，之後因小組輪調計畫移轉至美國海軍陸戰隊位於日本岩國市的岩國飛行場。2015年4月1日，2架戰鬥攻擊機自日本沖繩縣嘉手納空軍基地起飛，並且經過臺灣東部公海上空，往南向巴士海峽方向前進。2架戰鬥攻擊機準備依照計畫前往新加坡參加代號「突擊吊索」（Commando Sling）的例行性演習，並且與新加坡共和國空軍部隊進行空對空操練。
飛經至屏東縣恆春鎮西南方40海里處，其中一架編號「404」、左翼掛載1枚AIM-9響尾蛇飛彈的F/A-18大黃蜂式戰鬥攻擊機發動機油壓警示燈持續閃亮，飛行員認定發動機發生異常狀況而需要立即預防性的降落，而首選便是附近台灣南部擁有的多座備降機場，呂宋島因為沒有完整降落與修復場地故不考慮。隨後於中午12時57分發出代表飛機發生緊急狀況的「7700」識別電碼，且依照國際慣例與標準作業向中華民國交通部民用航空局（民航局）申請緊急降落在最近的高雄國際機場，但民航局顧及小港機場民航機起降班次頻繁，而建議美機轉赴位處不遠，曾為前美軍駐台基地的臺南機場降落。而為維持任務編制的完整性，另外一架編號「410」且未掛彈的F/A-18大黃蜂式戰鬥攻擊機也隨後申請降落。由於這時2架美軍戰鬥攻擊機已經因為宣告緊急狀況而飛抵臺灣南部上空，因此民航局飛航服務總台高雄進場台立即協助引導飛機降落至位於臺南市的臺南機場。
下午1時19分許，2架F/A-18大黃蜂式戰鬥攻擊機在中華民國空軍第四四三戰術戰鬥機聯隊的F-CK-1經國號戰鬥機協助引導下順利降落在臺南空軍基地跑道上。隨後空軍基地派遣地勤人員把軍機拖到亞洲航空公司維修廠棚，嘗試進行維修。在這過程中，臺南機場附近民眾拍到2架F/A-18大黃蜂式戰鬥攻擊機迫降和臺南基地官兵將戰機拖進停機棚的照片與影片。而一些新聞媒體則報導2架F/A-18大黃蜂式戰鬥攻擊機是隨同EA-6B徘徊者式電子作戰機組成偵查編隊，在執行任務時發生緊急狀態而迫降，隨後EA-6B徘徊者式電子作戰機也降落在臺南機場，不過對此中華民國國防部發言人羅紹和少將在當天下午的記者會上否認了該報導的內容。

### 停滯期間

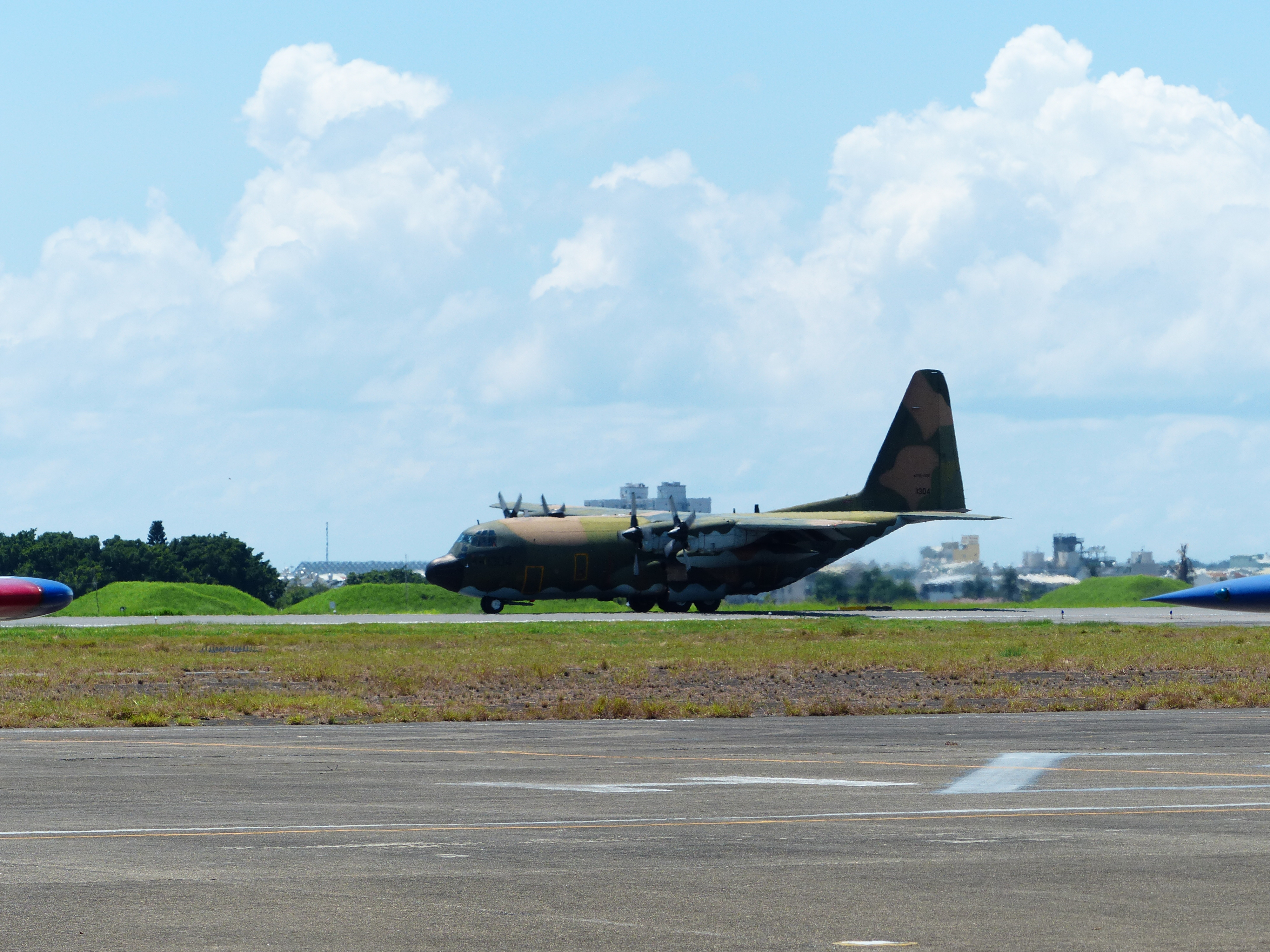
臺南基地跑道，事件中的2架F/A-18大黃蜂式戰鬥攻擊機在此基地內接受維修。

中華民國國防部在報告相關降落事宜後，則表示有關美方派人維修戰機部分則由美國在台協會統一說明。隨後美國在台協會發言人金明（Mark Zimmer）隨後對外表示飛機和機組人員都安全降落，並且感謝中華民國政府允許飛機降落並且提供維修所需的場地；但也表示仍然在評估戰鬥攻擊機的狀況，之後才能夠決定是否派人前往臺南機場進行維修。到了晚間，中華民國空軍則表示確定會由美方派遣專人和載運器材前來檢修戰機，不過抵達時間仍不確定。
儘管在這之前中華民國空軍透過美國對台軍售而獲得F-16戰隼戰鬥機及其維修技術，但由於中華民國空軍本身仍然沒有維修F/A-18大黃蜂式戰鬥攻擊機的能力，而使美軍決定派遣人員並且載運裝備器材前往臺灣，直接對2架戰鬥攻擊機檢查並維修後自臺南機場起飛。而美國國防部也表示一旦完成必要的維修工作，2架F/A-18大黃蜂式戰鬥攻擊機將會盡速飛離臺灣。在2架F/A-18大黃蜂式戰鬥攻擊機滯留臺南基地期間，中華民國空軍也派遣相關人員從旁給予後勤支援，並且在美方修護人員與零件到達前照顧2名美籍飛行員。
4月1日下午，不少喜愛戰鬥機的軍事迷對於這次迫降事件有著熱烈討論；許多愛好者陸陸續續前往基地附近容易看到飛機起降的地點守候拍攝，並且希望能夠見到F/A-18大黃蜂式戰鬥攻擊機自機場起飛。另外美軍戰鬥攻擊機迫降臺南機場和維修人員可能專程來臺維修，使得這次事件引起國際社會和中華人民共和國的關注。到了4月2日上午，美國在台協會發言人金明證實美國軍方將派遣技術人員攜帶飛機零件前往臺灣，以對其中一架發生機械故障的戰機進行維修，但是無法確定整個維修所需要的時間。而美國海軍陸戰隊發言人保羅·格林伯格少校（Major Paul L. Greenberg）則表示戰機降落未造成人員受傷和機身受損，機件因素導致預防性降落的原因仍然在調查中，而在維修完成後2架F/A-18大黃蜂式戰鬥攻擊機會盡快離開。

### 離開臺灣

停放在停機棚內部的F/A-18大黃蜂式戰鬥攻擊機，隨後軍方以這張照片違反資安作業規定為由開始進行調查。

中華民國軍方對於維修人員前來臺灣的訊息，表示美方人員原本預計4月2日下午2時便會抵達臺南機場，並且在抵達臺灣後將由中華民國空軍協助後勤事務；而由於其中1架戰鬥攻擊機發動機受損嚴重，使得軍方事先安排美方人員過夜的準備。不過運載維修組員和相關零件裝備的C-130運輸機自日本廣島起飛後，直到晚上8時35分抵達臺南基地。但是由於發動機受損嚴重以及夜間維修有所難度，使得美國維修人員決定延期至隔天完工。而美軍運輸機則暫時停在基地內的停機坪，由中華民國國軍派遣哨兵在一旁警戒，而機場內的國軍戰鬥機戰備訓練與民航機起降則正常進行。
4月3日，美國國務院發言人對中華民國政府同意美軍戰機預防性降落，並且提供維修場地表示感謝，而相關的新聞細節則由美國國防部答詢。而由於4月3日正好是清明連續假期，使得臺南基地周邊可能拍到飛機起降的地點都聚集許多軍事愛好者。在上午針對發動機進行維修整備後，2架F/A-18大黃蜂式戰鬥攻擊機在上午10時24分左右先後被拖車拖出機棚，並且到停機坪上補充油料和試車，這項舉動也吸引不少軍事迷關注。在檢修完畢並且確認飛行航空安全沒有問題後，2架戰機下午1時10分左右在前導車引導下滑行進入臺南機場西跑道。
下午1時12分，原本傳出機械因素異常的編號404戰機率先起飛；另一架編號410的戰機則於1時13分跟著升空離開臺灣。前來協助維修的C-130運輸機則是在美方技術人員把物品搬上飛機後，於下午3時9分從臺南基地起飛返回美軍駐地。隨後中華民國國防部發言人羅紹和表示443戰術戰鬥機聯隊分別致贈美籍戰鬥攻擊機飛行員、運輸機機組員和維修技術人員聯隊臂章、紀念帽及馬克杯，而美方人員也回贈臂章和紀念幣，同時對中華民國空軍協助飛機安全降落、維修期間提供協助表達感謝。不過網際網路上則開始流傳一張停放在臺南基地內部的美軍F/A-18大黃蜂式戰鬥攻擊機照片，對此國防部空軍司令部則表示經過調查後照片是基地官兵於非智慧手機開放場所違規拍攝，並存放在臉書上經朋友分享轉載。由於其未按照規定拍照上傳而依相關規定檢討懲處，同時中華民國空軍也強調未來會加強資訊安全管制和宣導。

## 爭論

### 迫降地點

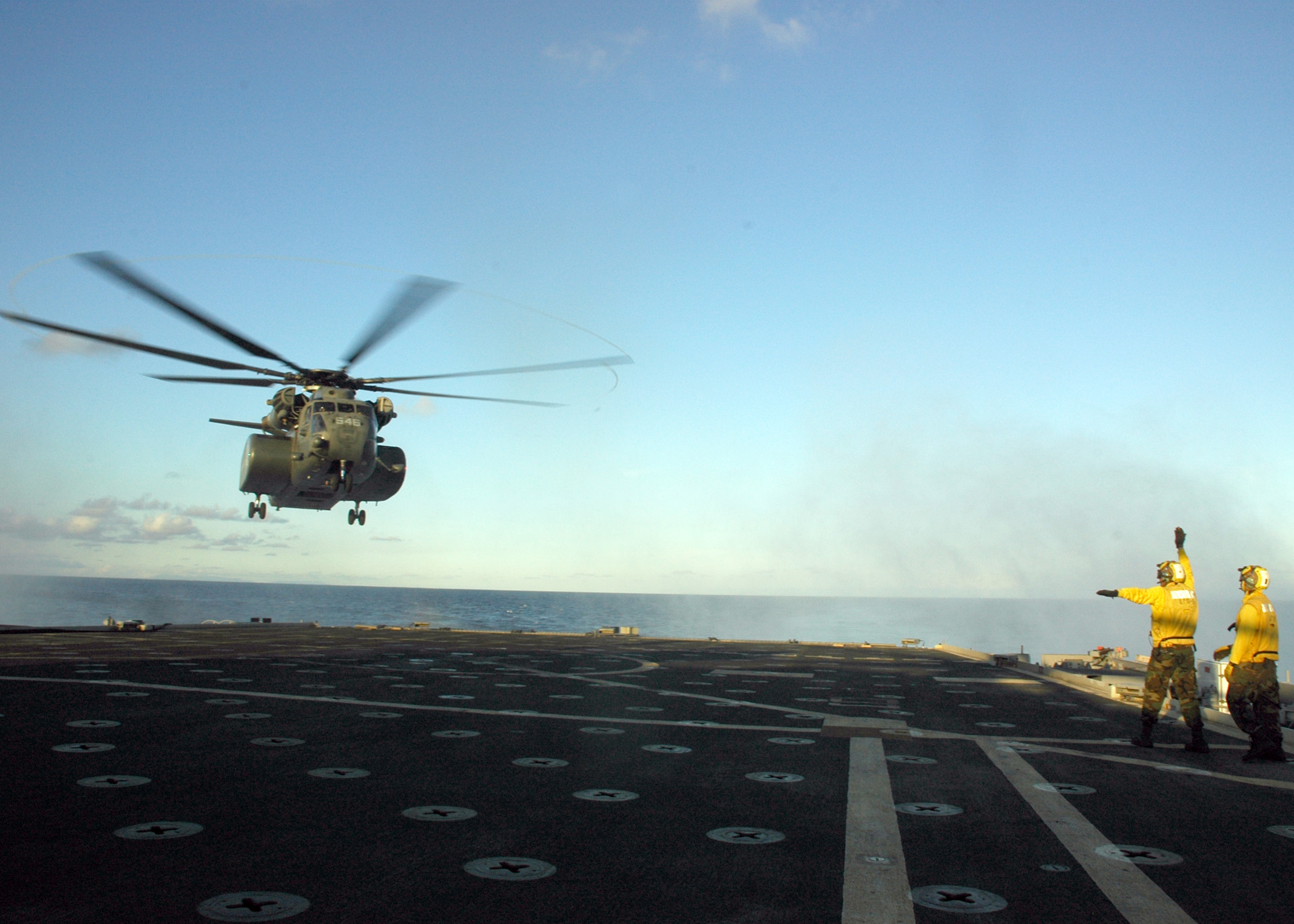
2009年莫拉克風災發生後，美國海軍丹佛號兩棲運輸船塢艦前往菲律賓海附近水域支援救災作業。莫拉克風災後的救援行動也是中華民國與美國斷交數十年以來，美軍飛機第一次降落臺灣。

由於自1979年後美國與中華民國間便沒有存在正式的外交關係，而中華人民共和國亦對雙方任何的軍事合作都極為敏感；同時中華人民共和國認為自身擁有臺灣地區之主權，甚至要脅在必要時候動用武力。儘管過去美國在和中華人民共和國建交前曾在中華民國所統治的臺灣地區部署駐臺美軍，而美國海軍第七艦隊分遣隊也將海軍左營基地作為駐點，但在1979年撤出後便不常有美國軍機飛至中華民國軍事基地。1996年中華民國總統選舉時爆發臺灣海峽飛彈危機，美國曾派遣第七艦隊航空母艦戰鬥群進入台灣海峽協防，確保雙方關係維持穩定。而最近一次軍事合作是2009年時由於莫拉克風災造成臺灣傷亡慘重，使得美軍派遣救援運輸機前往臺灣給受災人民運送物資。但儘管如此中華民國與美國也有多次純軍事性質的合作，包括有每年進行的美台國防工業會議與軍事武器販售等。而對此中華民國國防部表示之所以允許美國軍機降落並且協助排除故障，主要是基於人道立場和依照國際慣例。
而在這次事件中美國戰鬥攻擊機是在發生緊急狀況後才進入中華民國領空，但是由於預防性降落的地點最終選擇200公里外臺灣南部的臺南機場（原定迫降小港機場，距離約150公里），而非臺灣東方193公里的、較不具爭議性的日本沖繩縣下地島（距故障地點550公里），仍使得這次預防性降落引起諸多揣測和政治性質疑。儘管許多新聞媒體和網路論壇都提出許多陰謀論，但是包括美國國防部和美國國務院都認為事件純屬意外；對此美國海軍陸戰隊發言人格林伯格少校表示緊急降落是為了保障飛行員、機組員與飛機本身的安全，而飛行員在空中研判遭遇不安全狀況時，有責任將戰鬥機轉向至最近且獲得核准的機場。同時他也提到：「飛行員遵守標準程序並安全降落在離飛機最近的地點，那裡的天氣有利於飛機的降落。」資深軍事記者施孝瑋則認為這次事件「是美麗的驚喜」，他表示飛行員遇到狀況時優先考慮合適的降落位置，迫降在臺南機場並非預先規劃。由於當時已經飛至臺灣南部附近海域，這意味著日本的美國空軍基地已經太遙遠，同時菲律賓的地方機場則由於缺乏先進的基礎設施而被排除。

### 兩岸關係

#### 中国大陆
雖然美國軍方詳細解釋了F/A-18大黃蜂式戰鬥攻擊機因為機械故障而預防性降落在臺灣的理由，但是中華人民共和國外交部仍然對未通知中方表示憤怒和不滿，並且就事件向美國提出嚴正交涉。4月2日時，中華人民共和國外交部發言人華春瑩在北京市舉行的例行記者會上談到美國戰機迫降臺灣時，除了表示特別關注相關新聞報導並向美方提出严正交涉外，並公開表示：「中方要求美方恪守一個中國政策和中美三個聯合公報原則，慎重妥善處理有關問題，避免類似事件再次發生。」隔日美國在台協會發言人金明則表示美國的一個中國政策並沒有改變，而2架戰機在臺灣降落也沒有任何政治涵義。
關於這次戰鬥攻擊機迫降也引起了網際網路上許多臺灣和中國大陸民眾的陰謀論相關討論，並且開始出現機械故障只是表面說詞的一種看法。其中這引起中國大陸「空軍之翼」等軍事網站、論壇和微博的軍事迷和與網際網路使用者認同，其中多數評論對於這起事件懷有敵意並且提出許多看法。由於在2001年4月1日時，美國海軍執行偵查任務的的EP-3偵察機與2架中華人民共和國的殲-8戰鬥機在南海上空相遇，但是隨後EP-3偵察機與其中1架殲-8發生相撞事故，最後美國軍機迫降到海南島上；這次事件由於中華人民共和國飛行員王偉因飛機墜海喪生、24名機組人員和飛機遭到中華人民共和國政府扣留而使得中美關係一度緊張，而在日期上的巧合使得一些中國大陸網際網路用戶認為這是美國針對性作法。
而在這之前中華人民共和國原本計畫在3月5日時開通中國大陸東南沿海增設的M503航路，但是由於該海上航線過於接近臺灣海峽中線而引起中華民國社會爭論。在經過海峽兩岸協商後中華人民共和國同意往中國大陸方向西移6海里飛行，並且改為3月29日正式啟用。另外一方面中華人民共和國也在近期主導了新國際金融機構亞洲基礎設施投資銀行的發展，並且成功吸引英國在內的歐洲國家加入其中。對此美國和其西方友好國家曾對於亞洲基礎設施投資銀行的申請加入表示質疑。而國際社會一般認為中華人民共和國之所以推動成立亞洲基礎設施投資銀行，主要便是為了抗衡以美國為首的世界銀行和亞洲開發銀行。而3月31日時，在中華民國總統馬英九決定下由中華民國財政部擬定參與亞洲基礎設施投資銀行，並且透過國務院臺灣事務辦公室向亞洲基礎設施投資銀行籌備處送件申請加入。但是這作法在臺灣社會引起極大爭議，甚至學生團體於當天晚上前往總統府展開抗議行動。

#### 民主進步黨立委
對此民主進步黨籍立法委員蔡煌瑯在立法院質詢時表示，美國F/A-18大黃蜂式戰鬥攻擊機迫降臺南機場便是因為在中華人民共和國提出M503航線與亞洲基礎設施投資銀行議題後，美國聯邦政府藉由這舉動傳達臺灣仍然是美國重要聯邦的政治訊息。

#### 中國國民黨立委
不過中國國民黨籍立法委員林郁方在質詢時則表示一些網友的說法過於誇張，認為因為中華民國政府提交亞洲基礎設施投資銀行意向書使得美軍派遣2架軍機警告的說法過於想像。對此中華民國外交部部長林永樂則表示中華民國外交部在和向美國在台協會交流後，認為美方評估所有狀況後認為臺南機場最符合安全考量而迫降於此，同時他表示美軍戰機迫降與申請加入亞洲基礎設施投資銀行完全沒有關係。

### 軍事訊息

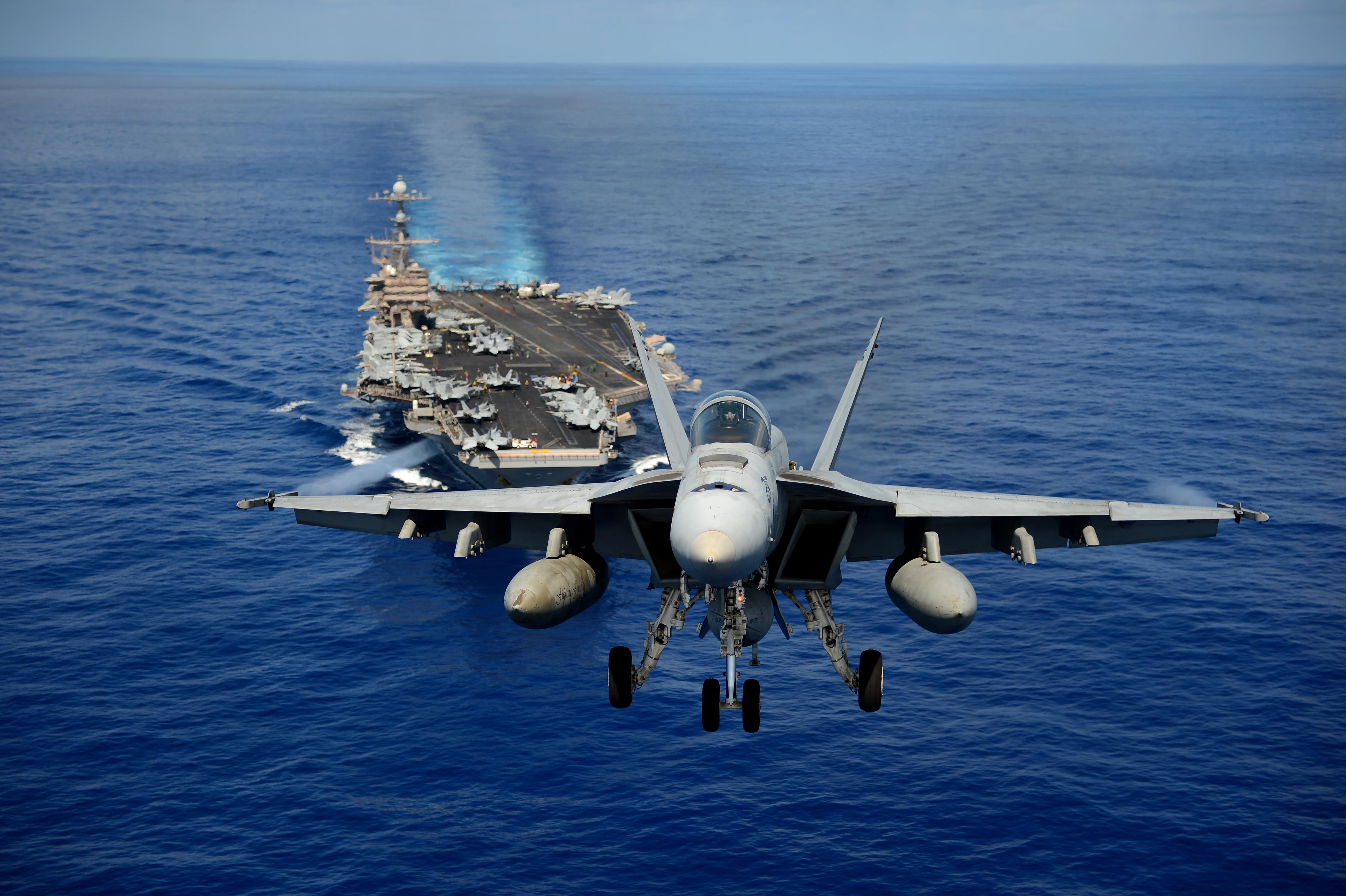
美國海軍約翰·C·史坦尼斯號航空母艦，鳳凰衛視在網站評論中認為本次迫降洩漏該艦行蹤，並且認為這是為了防範並監控中國人民解放軍的軍事行動。

儘管公開訊息都強調是機械故障，但是在網際網路上針對飛機迫降出現各種揣測。淡江大學國際事務及戰略所助理教授黃介正接受中央社訪問時表示，美軍機迫降台灣是極為罕見，所以引發熱議是可以理解，但是不需過度解讀或揣測。中國國民黨籍立法委員林郁方表示戰機發生機械故障時接近菲律賓航空識別區，然而飛行員主動要求降落臺南基地顯示出美國對於臺灣的信任以及雙方間的友好互動。中國國民黨籍立法委員江啟臣也表示美國戰機降落應該並非只有臺灣這一選項，但是選擇臺南基地代表雙方之間雖然沒有正式軍事同盟，但是基於過去合作和互信也有一定默契基礎。
《華盛頓時報》引述美國國際評估及戰略中心高級分析員費學禮（Rick Fisher）的說法，表示雖然這次迫降可能是單純的意外事故，但是也包含希望中華人民共和國政府看見的軍事象徵意義。對此他表示在3月30日時中國人民解放軍空軍配備核子巡弋飛彈的轟-6轟炸機機群便在臺灣與菲律賓間的巴士海峽演習，透過跨島鏈飛航演訓向駐守關島的美軍釋放威脅訊息，而對此美國國防部也透過這次F/A-18大黃蜂式戰鬥攻擊機迫降向中華人民共和國政府傳遞重要資訊。同時《華盛頓時報》還特別指出臺南機場在第二次世界大戰期間是日本零式艦上戰鬥機對菲律賓首波進攻時的基地，而美國在臺灣駐軍時則曾經在此處部署可搭載核彈頭的MGM-1飛彈。
此外費學禮還在網路雜誌《外交家》指出迫降雖然起源於機件故障，但是美軍選擇在臺灣降落本身便傳達出強烈的政治訊號，並且向中華人民共和國傳達美國仍然與中華民國保持非正式的軍事合作關係。而《亞太防務雜誌》主編鄭亞少則表示儘管飛機降落僅是突發事件，但是他認為隨著中華人民共和國不斷發展自身軍事實力、以及美國開始在亞洲地區部署軍力，將有可能使得類似的事件經常出現。另外一方面，鳳凰衛視在其評論文章中提到這起降落事件意外洩漏在臺灣南部海域機動支援的約翰·C·史坦尼斯號航空母艦行蹤，研判是為了偵查和防範中國人民解放軍的遠洋機動作戰。

### 各方评论

#### 美國民間
戰略與國際研究中心資深研究員包士可（Joseph Bosco；前美國國防部長辦公室中國科員）在接受美國之音採訪時則表示飛行員在飛機發生故障的情形下，依照標準作業程序必須在最快時間內找到可安全降落的場所。過去中華民國與美國間互動友好，因此雙方自然會共同處理這一問題。對此他認為中華人民共和國可能是出於政治考量而提出抗議，並且表示：「任何問題都是中國自己製造出來的。它本來就應該被視為是一架飛機在發生問題時的例行和正常處理程序。如果中國希望把它拿來作為一個議題，認為這可以給他們一個籌碼來向美國交換他們想要的別的東西，我希望他們不要這麼做。這要不是一種妄想症就是經過仔細盤算後的策略，讓美國必須被迫處於守勢。」

#### 台灣民間
淡江大學國際事務與戰略研究所助理教授黃介正接受中央通訊社訪問時表示美國軍機迫降臺灣極為罕見，所以引發熱烈討論可以理解，但是不需對於這次事件過度解讀或揣測。他認為美國在這次事件上應該沒有誤導社會大眾，但是因為沒有說出完整故事而容易引發揣測。不過他特別提到從美國強調依照緊急標準作業程序迫降至臺灣機場，認為美國方面已經把中華民國視為友好國家。而卡內基國際和平基金會資深研究員麥可·D·史文在「亞太區域衝突與合作」的研討會上接受記者詢問迫降臺南機場是否為刻意傳遞訊息，對此史文表示這種想法是典型的小說式解讀。他認為飛機發生機械故障當然會以人員和飛機安全考量迫降地點，認為美國極不可能藉此傳遞某種政治含義的訊息給中華人民共和國。